# Fontaine Saint Servais de Saint-Servant
Pour les articles homonymes, voir Fontaine Saint-Servais.
La fontaine Saint-Servais est située  au lieu-dit les fontaines, à  Saint-Servant dans le Morbihan.

## Historique
La fontaine Saint-Servais fait l’objet d’une inscription au titre des monuments historiques depuis le 16 février 1929.